# Les Rois du Texas
Pour les articles homonymes, voir King of the Hill.
Les Rois du Texas, ou Henri pis sa gang au Québec (King of the Hill), est une série télévisée d'animation américaine créée par Mike Judge et Greg Daniels diffusée depuis le 12 janvier 1997 sur le réseau Fox.
Il s’agit de la deuxième série d'animation la plus ancienne du réseau Fox après Les Simpson mais devant Les Griffin.
L'adaptation québécoise de la série a d’abord été diffusée à partir du 8 septembre 1998 sur le réseau TQS, puis à partir du 3 septembre 2001 sur Télétoon avant d'être finalement retirée en 2009.
En France, la série a été diffusée en version originale sous-titrée du 22 novembre 1998 au 27 septembre 2002 sur Sérieclub,. Rediffusion à partir du 10 novembre 2008 sur NRJ 12 ; seules les trois premières saisons furent doublées et diffusées.En Belgique, l'intégralité de la série est disponible sur Disney+ en version originale sous-titrée français.
En août 2017, la coprésidente de la Fox, Dana Walden, révèle avoir eu une discussion préliminaire avec Mike Judge et Greg Daniels pour un potentiel retour de la série.
Le 18 janvier 2022, Mike Judge et Greg Daniels annoncent officiellement le reboot de la série à la suite de la création de leur nouvelle compagnie d'animation Bandera Entertainment,. La série sera relancée sur Hulu.
Le 4 août 2025, les 10 épisodes de la saison 14 sont disponibles sur Hulu pour les États-Unis et sur Disney+ dans le reste du monde.

## Synopsis
Dans les versions originale et française, l’histoire se concentre sur la famille Hill, une famille américaine située dans la ville fictive d’Arlen, au Texas. Hank Hill, père de famille, travaille dans une société de vente de propane. Il apprécie son travail presque autant que sa famille. Son épouse, Peggy Hill, est enseignante-suppléante d’espagnol, malgré sa piètre maîtrise de cette langue. Quant à leur fils de 12 ans, Bobby Hill, il souffre d’embonpoint et se considère comme étant obèse. Son père le trouve beaucoup trop sensible et timide, bien que ce dernier soit lui-même très réservé.
Dans la version québécoise, l’histoire se déroule à Sainte-Irène, une ville du Québec. Le père de la famille se nomme Henri Hill, tandis que son épouse prend le nom de Paulette Hill. D’ailleurs, plusieurs références au Texas ont été changées pour des références locales, tout comme dans la version québécoise des Simpson. Les noms des personnages secondaires sont eux aussi modifiés afin qu’ils soient plus familiers aux Québécois. Malgré ces modifications, pouvant laisser croire que la famille Hill est québécoise, les documents officiels de cette version la présentent comme une famille texane.

## Production
Après le succès de Beavis et Butt-Head sur MTV, Mike Judge a cocréé King of the Hill avec Greg Daniels, un ex-scénariste des Simpson. Bien que Judge soit un ancien résident de la ville de Dallas au Texas, si on se fie aux lieux visibles dans différents épisodes, la ville où a lieu l'action serait plutôt inspirée de Temple. Le générique de début est parodié dans la série Les Simpson lors de l'épisode Reality chaud (Occupation Quintuple au Québec) de la 14e saison, ainsi que dans la série Les Griffin dans l'épisode L'Adulte sauvage (Bigfat en VO) de la 11e saison.
Au Québec, la série fut retirée des ondes de Télétoon après sept saisons, laissant ainsi six autres saisons non doublées en français.

## Personnages
- Hank Rutherford Hill (Henri (Robert) Joseph Clotère Hill au Québec) : Il vend fièrement du propane et tous les accessoires qui s’y rattachent en tant qu’assistant-gérant de l’entreprise Strickland Propane. Hank est généralement un père bien intentionné, mais il lui arrive souvent de ne pas comprendre et d’être mal à l’aise avec les tendances modernes, aussi bien celles adoptées par ses amis et que celles adoptées par des membres de sa famille. Bien que les questions de sexualité le mettent mal à l'aise, il a une relation saine avec sa femme, tout comme avec le reste de sa famille. Alors qu’il est distant émotionnellement avec les membres de sa famille, il voue une réelle adoration à sa chienne Ladybird (Artémise au Québec).

- Peggy Hill (Paulette Hill au Québec) : Grande amatrice de Boggle, elle possède une très grande estime d’elle-même, ainsi que de très grands pieds.

- Bobby Hill : Il est obèse et n’aime pas le sport. Il a pour ambition de devenir humoriste, malgré l’irritation que cela crée chez son père.

- Luanne Platter (Johanne Pinchaud au Québec) : Nièce de Peggy, elle habite chez les Hill durant les premières saisons, avant de louer une maison voisine lors des saisons suivantes. C’est le stéréotype de la blonde idiote. Elle a perdu un de ses petits copains et ses cheveux lors d’un accident impliquant du propane.

- Dale Gribble (Dan Grenier au Québec) : Ami de Hank, il est exterminateur. Il fait l’élevage d’insectes dans son sous-sol et est un paranoïaque qui voit des complots partout. Il est également membre d’un club de tir. Dale se méfie de tous et il utilise souvent le sobriquet ‘Rusty Shackleford’. Ce nom est le nom de son camarade de classe qu’il croit mort. Mais dans l’épisode Peggy’s Gone to Pots, Dale apprend que Rusty n’a que déménagé d’Arlen.

- Nancy Gribble (Nancy Grenier au Québec) : est l'épouse de Dale et mère de Joseph. Elle est présentatrice météo. Elle a entretenu une relation adultère pendant quatorze ans avec John Redcorn.

- Joseph Gribble (Joseph Grenier au Québec) : fils de Dale et Nancy. Il est très ami avec Bobby Hill. Il ne se doute pas que Dale n'est pas son père biologique.

- Boomhauer (Papineau au Québec) : Ami de Hank, il parle si vite et en articulant si peu qu’il est difficile de le comprendre pour les téléspectateurs. Étrangement, les autres personnages de la série le comprennent sans problème. C’est un coureur de jupons et on le voit régulièrement au lit avec différentes femmes.

- Bill Dauterive (Boule Goyette au Québec) : Ami de Hank, il est sergent-coiffeur pour l’armée et vit dans la solitude depuis que sa femme Lenore (Lucienne au Québec) l’a quitté. Depuis, il a tenté plusieurs fois de renouer avec la gent féminine, mais toutes ses tentatives se sont soldées par des échecs. Il a été joueur vedette de son équipe de football lorsqu’il était au secondaire.

- Kohng Koy "Kahn" Souphanousinphone : est le nouveau voisin Laotien des Hill. Vantard et arrogant, il aura du mal à se faire accepter de ses nouveaux voisins. Il est très exigent envers sa fille Connie.

- Minh Souphanousinphone : est la femme snobinarde de Kahn. Elle se sent supérieure à ses voisins et ne le cache pas pour le faire remarquer. Elle se lie d'amitié avec Peggy et Nancy.

- Kahn "Connie" Souphanousinphone Junior : est la fille de Kahn et Minh. Elle deviendra très vite amie avec Bobby, le fils de Hank et Peggy. Sous la pression de ses parents, elle se doit d'être une élève modèle. Connie est également une talentueuse violoniste.

- Cotton Hill (Clotaire Hill au Québec) : Père de Hank, il a subi une chirurgie reliant ses pieds à ses rotules à la suite d'une blessure reçue dans le Pacifique pendant la Seconde Guerre mondiale. Il est violent, agressif et n’a aucun respect pour les femmes. Sa nouvelle femme, Deirdre « Didi » Hill, est une camarade de classe de Hank.

- John Redcorn (John Sept-Grains au Québec) : C'est un amérindien qui soigne les « migraines » de Nancy, épouse de Dale. En réalité, seul Dale ignore qu’il est cocu.

## Distribution

### Voix originales
- Mike Judge : Hank Hill
- Kathy Najimy : Peggy Hill
- Pamela Adlon : Bobby Hill
- Johnny Hardwick : Dale Gribble
- Stephen Root : Bill Dauterive
- Brittany Murphy : Luanne Platter
- Toby Huss : Cotton Hill
- Victor Aaron (saison 1) puis Jonathan Joss : John Redcorn
- Johnny Depp : Yogi Victor

### Voix québécoises
- Bernard Fortin : Henri Hill
- Johanne Léveillée : Paulette Hill
- Hugolin Chevrette : Bobby Hill
- Aline Pinsonneault : Johanne Painchaud
- Benoît Rousseau : Dan Grenier
- Martin Watier : Joseph Grenier
- Benoît Marleau : Boule Goyette
- Louis-Georges Girard : Papineau
- Gilbert Lachance : Kahn
- Lisette Dufour : Connie
- Yves Massicotte : Clotaire Hill, M. Strickland et Enrique
- Ronald France : Halloway

 Source et légende : version québécoise (VQ) sur Doublage.qc.ca

### Voix françaises
- Jean-Pascal Quilichini : Hank Hill
- Sylvie Ferrari : Peggy Hill
- Olivia Dutron (saisons 1 à 3) puis Arthur Pestel (saison 14) : Bobby Hill
- Christelle Reboul : Luanne Platter
- Martial Le Minoux : Dale Gribble et Cotton Hill
- Stéphane Ronchewski : Boomhauer
- Luc Boulad : Bill Dauterive
- Benoît Du Pac : John Redcorn, Kahn Souphanousinphone et voix additionnelles

## Distinctions
| Année | Récompense             | Catégorie                                                                             | Nomination(s)                                                                                   | Résultat   |
| ----- | ---------------------- | ------------------------------------------------------------------------------------- | ----------------------------------------------------------------------------------------------- | ---------- |
| 1997  | Annie Awards           | Meilleur programme télévisé                                                           | 20th Century Fox et Film Roman Productions                                                      | Nomination |
| 1997  | Annie Awards           | Réalisation d'une série d'animation                                                   | John Rice                                                                                       | Nomination |
| 1997  | Annie Awards           | Performance vocale féminine dans une série télévisée                                  | Brittany Murphy                                                                                 | Nomination |
| 1997  | Annie Awards           | Performance vocale masculine dans une série télévisée                                 | Mike Judge                                                                                      | Nomination |
| 1997  | Annie Awards           | Scénario d'une série télévisée                                                        | Paul Lieberstein                                                                                | Nomination |
| 1997  | Annie Awards           | Scénario d'une série télévisée                                                        | Alan R. Cohen and Alan Freedland                                                                | Nomination |
| 1997  | Primetime Emmy Awards  | Outstanding Animated Program (For Programming One Hour or Less)                       | Greg Daniels, Mike Judge, Howard Klein, Michael Rotenberg, et al.                               | Nomination |
| 1997  | TCA Awards             | Série comique                                                                         | Les Rois du Texas                                                                               | Nomination |
| 1998  | Annie Awards           | Outstanding Achievement in an Animated Primetime or Late Night Television Program     | 20th Century Fox Television, Deedle-Dee Productions, Judgemental Films, et 3 Arts Entertainment | Nomination |
| 1998  | Annie Awards           | Performance vocale féminine dans une série d'animation                                | Kathy Najimy                                                                                    | Nomination |
| 1998  | BMI Film & TV Awards   | BMI TV Music Award                                                                    | John O'Connor, Roger Neill, et Lance Rubin                                                      | Lauréat    |
| 1998  | Kids' Choice Awards    | Cartoon préféré                                                                       | Les Rois du Texas                                                                               | Nomination |
| 1998  | Golden Reel Award      | Meilleure édition sonore                                                              | The Unbearable Blindness of Laying                                                              | Nomination |
| 1998  | Golden Reel Award      | Son - Animation - Musique                                                             | Les Rois du Texas                                                                               | Nomination |
| 1998  | Primetime Emmy Awards  | Outstanding Animated Program (For Programming One Hour or Less)                       | Greg Daniels, Mike Judge, Howard Klein, Michael Rotenberg, et al.                               | Nomination |
| 1999  | Annie Awards           | Outstanding Achievement in an Animated Television Program                             | 20th Century Fox Television                                                                     | Nomination |
| 1999  | Annie Awards           | Scénario d'une série d'animation                                                      | Jim Dauterive                                                                                   | Nomination |
| 1999  | Primetime Emmy Awards  | Outstanding Animated Program (For Programming One Hour or Less)                       | Greg Daniels, Mike Judge, Howard Klein, Michael Rotenberg, Richard Appel, et al.                | Lauréat    |
| 2000  | Annie Awards           | Outstanding Individual Achievement for Directing in an Animated Television Production | Kyoung Hee Lim et Boo Hwan Lim                                                                  | Nomination |
| 2000  | Annie Awards           | Performance vocale féminine dans une série d'animation                                | Brittany Murphy                                                                                 | Nomination |
| 2000  | Annie Awards           | Performance vocale masculine dans une série d'animation                               | Mike Judge                                                                                      | Nomination |
| 2000  | Annie Awards           | Scénario d'une série d'animation                                                      | Garland Testa                                                                                   | Nomination |
| 2001  | American Comedy Awards | Série télévisée comique                                                               | Les Rois du Texas                                                                               | Nomination |
| 2001  | Annie Awards           | Performance vocale féminine dans une série d'animation                                | Kathy Najimy                                                                                    | Lauréat    |
| 2001  | Annie Awards           | Scénario d'une série d'animation                                                      | Garland Testa                                                                                   | Nomination |
| 2001  | Primetime Emmy Awards  | Outstanding Animated Program (For Programming Less Than One Hour)                     | Greg Daniels, Mike Judge, Richard Appel, Howard Klein, Michael Rotenberg, et al.                | Nomination |
| 2002  | Annie Awards           | Scénario d'une série d'animation                                                      | Norm Hiscock                                                                                    | Lauréat    |
| 2002  | Annie Awards           | Scénario d'une série d'animation                                                      | Kit Boss                                                                                        | Nomination |
| 2002  | Primetime Emmy Awards  | Outstanding Voice-Over Performance                                                    | Pamela Adlon                                                                                    | Lauréat    |
| 2002  | Primetime Emmy Awards  | Outstanding Animated Program (For Programming Less Than One Hour)                     | Greg Daniels, Mike Judge, Richard Appel, Howard Klein, Michael Rotenberg, et al.                | Nomination |
| 2003  | Annie Awards           | Scénario d'une série d'animation                                                      | Tony Gama-Lobo et Rebecca May                                                                   | Nomination |
| 2003  | GLAAD Media Awards     | Outstanding Individual Episode (In a Series Without a Regular Gay Character)          | My Own Private Rodeo                                                                            | Nomination |
| 2003  | WGA Awards             | Animation                                                                             | Alex Gregory et Peter Huyck                                                                     | Nomination |
| 2004  | Annie Awards           | Doublage d'une production télévisée                                                   | Brittany Murphy                                                                                 | Lauréat    |
| 2004  | Annie Awards           | Scénario d'une série d'animation                                                      | Etan Cohen                                                                                      | Lauréat    |
| 2004  | WGA Awards             | Animation                                                                             | Tony Gama-Lobo et Rebecca May                                                                   | Nomination |
| 2005  | Annie Awards           | Performance vocale masculine dans une série d'animation                               | Johnny Hardwick                                                                                 | Nomination |
| 2006  | Annie Awards           | Meilleure production télévisée                                                        | 20th Century Fox Television                                                                     | Nomination |
| 2006  | Teen Choice Awards     | TV – Choice Animated Show                                                             | Les Rois du Texas                                                                               | Nomination |
| 2007  | People's Choice Awards | Comédie préférée d'animation                                                          | Les Rois du Texas                                                                               | Nomination |
| 2007  | WGA Awards             | Animation                                                                             | Jim Dauterive                                                                                   | Nomination |
| 2008  | Annie Awards           | Meilleure série d'animation                                                           | 20th Century Fox Television                                                                     | Nomination |
| 2008  | People's Choice Awards | Série d'animation comique                                                             | Les Rois du Texas                                                                               | Nomination |
| 2008  | Primetime Emmy Awards  | Outstanding Animated Program (For Programming Less Than One Hour)                     | Mike Judge, Greg Daniels, John Altschuler, Dave Krinsky, Jim Dauterive, Garland Testa, et al.   | Nomination |
| 2008  | WGA Awards             | Animation                                                                             | Jim Dauterive                                                                                   | Nomination |
| 2008  | WGA Awards             | Animation                                                                             | Tony Gama-Lobo et Rebecca May                                                                   | Nomination |
| 2009  | Prism Awards           | Épisode comique                                                                       | Dia-BILL-ic Shock                                                                               | Lauréat    |
| 2009  | WGA Awards             | Animation                                                                             | Jim Dauterive                                                                                   | Nomination |
| 2009  | WGA Awards             | Animation                                                                             | Dan McGrath                                                                                     | Nomination |